# 엔젤 마기스터
엔젤 마기스터(Angel Magister, エンジエル　マギスタ）는 mana의 2009년 작 어덜트 게임이다.

## 개요
라이트노벨 제로의 사역마로 잘 알려진 우사츠카 에이지가 원화를 맡았다. 후에는, MF 문고J 레이블로 라이트노벨이 발매되었다.

## 줄거리
주인공이자, 마계의 왕인 "토모야"는 적군인 "천상"의 여성에게 전투 도중에 고백을 하고 말았다. 그러나 그는 적을 사랑했다는 이유만으로 재판에서 100년의 강제노동형을 선고 받았다. 그 이후... 그는 밑바닥을 전전하며 아사의 위기를 겪다가 다시 "천상"의 여성을 만나게 되었다. 곧, 그녀는 아사 직전인 그를 구출했다. 그리고 천상의 학교에서 교사임용시험에 합격하면서 이야기는 시작된다...

## 등장인물
- 토모야 :
- 나기 :

## 라이트노벨
MF 문고 J레이블로 2권의 라이트노벨의 발매되었다.

## 같이 보기
- 노블라쥬!